# Tmarus foliatus
Tmarus foliatus es una especie de araña cangrejo del género Tmarus, familia Thomisidae.

## Distribución
Esta especie se encuentra en África, Comoras.